# تستنوو
تستنوو (به چکی: Cetenov) یک منطقهٔ مسکونی در جمهوری چک است که در ناحیه لیبرتس واقع شده‌است. تستنوو ۶٫۰۵ کیلومتر مربع مساحت و ۱۲۴ نفر جمعیت دارد و ۳۸۰ متر بالاتر از سطح دریا واقع شده‌است.